# アン・ジェフリーズ
アン・ジェフリーズ（Anne Jeffreys、1923年1月26日 - 2017年9月27日）は、アメリカ合衆国の女優。

## 出演作品
- ザ・リベンジ　戦慄のマフィア
- 宇宙空母ギャラクチカ
- ブラックストーンの決闘
- パナマ・ギャング戦争
- 拳銃街道
- 恋人は大空のかなたに
- 犯罪王ディリンジャー
- ネヴァダ男
- 芸人ホテル
- 国境の狼群
- 無頼の西部